# Lijst van Belgische politieke partijen
Dit artikel bevat een lijst van Belgische politieke partijen. 
Tot midden 20e eeuw werd de politiek gedomineerd door drie unitaire partijen van christendemocratische, sociaaldemocratische en liberale signatuur. Uit de Vlaamse beweging ontstonden in het noorden van het land Vlaams-nationalistische partijen. Tussen 1969 en 1978 splitsten de traditionele partijen in Franstalige en Vlaamse partijen. Eind jaren 70 ontstonden groene partijen in beide landsdelen en ontstond de Partij van de Arbeid, die in de jaren 2010 nationaal doorbrak. In de Kamer van volksvertegenwoordigers zetelen tijdens de ambtsperiode 2024–2029 verkozenen van 6 Vlaamse partijen, 5 Franstalige partijen en één unitaire partij. Door de versplintering waren voor de vorming van de federale regering-De Croo 7 partijen nodig. De grootste partijen van België zijn, na de verkiezingen van 2024, de liberale MR in het zuiden en de rechts-nationalistische partijen N-VA en Vlaams Belang in het noorden.

## Parlementair vertegenwoordigde partijen
Deze politieke partijen zijn vertegenwoordigd in een of meerdere van de Belgische parlementen.
| Partij | Partij                                                         | Ideologie                                   | Richting                  | Gemeenschap                       | Europese fractie | Europese fractie | Zetels (2024–2029) | Zetels (2024–2029) | Zetels (2024–2029) | Zetels (2024–2029) | Zetels (2024–2029) | Zetels (2024–2029) | Leden         |
| Partij | Partij                                                         | Ideologie                                   | Richting                  | Gemeenschap                       | Europese fractie | Europese fractie | VP                 | WP                 | BHP                | DP                 | KV                 | EP                 | Leden         |
| ------ | -------------------------------------------------------------- | ------------------------------------------- | ------------------------- | --------------------------------- | ---------------- | ---------------- | ------------------ | ------------------ | ------------------ | ------------------ | ------------------ | ------------------ | ------------- |
|        | Partij van de Arbeid (PVDA) Parti du Travail de Belgique (PTB) | Marxisme                                    | Extreemlinks              | Unitair                           |                  | GUE/NGL          | 9                  | 8                  | 16                 | -                  | 15                 | 2                  | 28.000 (2025) |
|        | Parti Socialiste (PS) Sozialistische Partei (SP)               | Sociaaldemocratie                           | Links                     | Franse en Duitstalige Gemeenschap |                  | S&D              | -                  | 19                 | 16                 | 3                  | 16                 | 2                  | 33.000 (2023) |
|        | Vooruit                                                        | Sociaaldemocratie                           | Centrumlinks              | Vlaamse Gemeenschap               |                  | S&D              | 18                 | -                  | 2                  | -                  | 13                 | 2                  | 32.464 (2024) |
|        | Ecolo                                                          | Ecologisme                                  | Links                     | Franse en Duitstalige Gemeenschap |                  | Groenen/EVA      | -                  | 5                  | 7                  | 3                  | 2                  | 1                  | 5.249 (2021)  |
|        | Groen                                                          | Ecologisme                                  | Links                     | Vlaamse Gemeenschap               |                  | Groenen/EVA      | 9                  | -                  | 4                  | -                  | 6                  | 1                  | 8.500 (2024)  |
|        | Team Fouad Ahidar                                              |                                             |                           | Brussels Hoofdstedelijk Gewest    |                  |                  | 1                  | -                  | 3                  | -                  | -                  | -                  |               |
|        | Démocrate Fédéraliste Indépendant (DéFI)                       | Regionalisme                                | Centrumlinks              | Franse Gemeenschap                |                  |                  | -                  | -                  | 6                  | -                  | 1                  | -                  | 2.000 (2021)  |
|        | Vivant                                                         | Sociaal-liberalisme                         | Centrum                   | Duitstalige Gemeenschap           |                  | Renew Europe     | -                  | -                  | -                  | 4                  | -                  | -                  |               |
|        | Pro Deutschsprachige Gemeinschaft (ProDG)                      | Regionalisme Christendemocratie             | Centrum tot centrumrechts | Duitstalige Gemeenschap           |                  | Groenen/EVA      | -                  | -                  | -                  | 8                  | -                  | -                  |               |
|        | Les Engagés (LE)                                               | Christendemocratie Sociaal-liberalisme      | Centrum                   | Franse Gemeenschap                |                  | Renew Europe     | -                  | 17                 | 8                  | -                  | 14                 | 1                  | 7.701 (2021)  |
|        | Christen-Democratisch en Vlaams (CD&V)                         | Christendemocratie                          | Centrumrechts             | Vlaamse Gemeenschap               |                  | EVP              | 16                 | -                  | 1                  | -                  | 11                 | 2                  | 33.352 (2024) |
|        | Christlich Soziale Partei (CSP)                                | Christendemocratie                          | Centrumrechts             | Duitstalige Gemeenschap           |                  | EVP              | -                  | -                  | -                  | 5                  | -                  | 1                  |               |
|        | Open Vlaamse Liberalen en Democraten (Open Vld)                | Liberalisme                                 | Centrumrechts             | Vlaamse Gemeenschap               |                  | Renew Europe     | 9                  | -                  | 2                  | -                  | 7                  | 1                  | 7.000 (2024)  |
|        | Perspektiven, Freiheit, Fortschritt (PFF)                      | Liberalisme                                 | Centrumrechts             | Duitstalige Gemeenschap           |                  | Renew Europe     | -                  | -                  | -                  | 3                  | -                  | -                  |               |
|        | Mouvement Réformateur (MR)                                     | Liberalisme                                 | Centrumrechts tot rechts  | Franse Gemeenschap                |                  | Renew Europe     | -                  | 26                 | 20                 | -                  | 20                 | 3                  | 22.000 (2019) |
|        | Nieuw-Vlaamse Alliantie (N-VA)                                 | Vlaams-nationalisme Nationaal-conservatisme | Rechts                    | Vlaamse Gemeenschap               |                  | ECR              | 31                 | -                  | 2                  | -                  | 24                 | 3                  | 36.446 (2024) |
|        | Vlaams Belang (VB)                                             | Vlaams-nationalisme Rechts-populisme        | Extreemrechts             | Vlaamse Gemeenschap               |                  | ID               | 31                 | -                  | 2                  | -                  | 20                 | 3                  | 22.194 (2021) |

## Andere partijen
Deze politieke partijen nemen deel aan de volgende Europese, federale of regionale verkiezingen (2024), maar hebben (nog) geen verkozenen in een van de parlementen.
| Partij | Partij                                | Ideologie                                | Gemeenschap                    |
| ------ | ------------------------------------- | ---------------------------------------- | ------------------------------ |
|        | Anticapitalistes                      |                                          | Franse Gemeenschap             |
|        | Belgische Unie - Union belge (B.U.B.) | Unitarisme                               | Unitair                        |
|        | BoerBurgerBelangen (BBB)              | Agrarisme                                | Vlaamse Gemeenschap            |
|        | Chez Nous                             | Extreemrechts                            | Franse Gemeenschap             |
|        | Collectif Citoyen                     |                                          | Franse Gemeenschap             |
|        | DierAnimal                            | Dierenrechten                            | Unitair                        |
|        | L'Unie                                |                                          | Unitair                        |
|        | Lutte Ouvrière                        |                                          | Franse Gemeenschap             |
|        | Partij BLANCO Parti BLANCO            |                                          | Unitair                        |
|        | RMC                                   |                                          | Franse Gemeenschap             |
|        | Union des Francophones (UF)           | Regionalisme                             | Vlaamse Gemeenschap            |
|        | Viva Palestina!                       |                                          | Brussels Hoofdstedelijk Gewest |
|        | Volt                                  | Sociaal-liberalisme Europees federalisme | Unitair                        |
|        | Voor U                                |                                          | Vlaamse Gemeenschap            |
|        | Vista                                 | Sociaal-liberalisme Regionalisme         | Vlaamse Gemeenschap            |

## Voormalige partijen

### Liberalisme
- Liberale Partij (1846–1961)

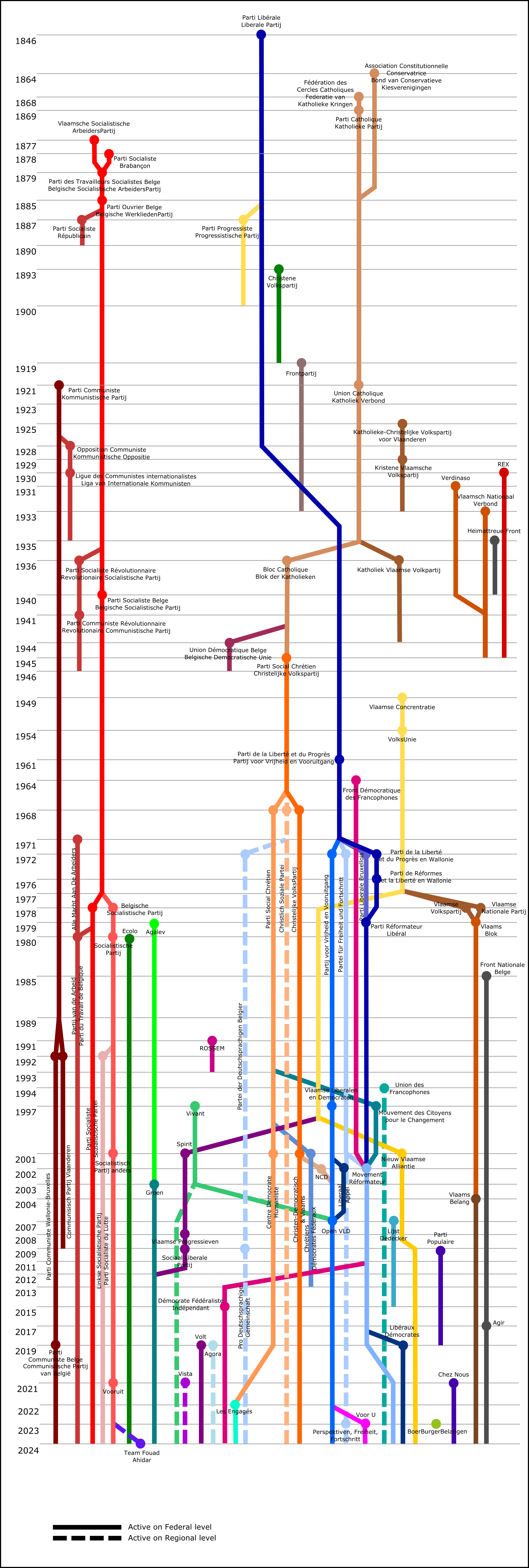
De evolutie van Belgische politieke partijen doorheen de tijd en rekening houdend met politieke ideologie.

- Progressistische Partij (1887–1900)
- Partij voor Vrijheid en Vooruitgang (1961–1972 als unitaire partij, 1972–1992 als Vlaamse partij)
- Parti Libéral Indépendant Belge (1971-1972)
- Parti de la Liberté et du Progrès en Wallonie (1972–1976)
- Parti Libéral Démocrate et Pluraliste (1973-1974)
- Parti Libéral bruxellois (1974-1979)
- Parti de Réformes et de la Liberté en Wallonie (1976–1979)
- Respect voor Arbeid en Democratie (RAD) (1978–1985)
- Parti réformateur libéral (PRL) (1979–2002)
- Vlaamse Liberalen en Democraten (VLD) (1992–2007)
- Spirit (2001–2008)
- Liberaal Appèl (2002–2007)
- Veilig Blauw (2003)
- VLOTT (2005–2012)
- Lijst Dedecker (2007–?)
- VlaamsProgressieven (2008)
- LiDé (2008–?)
- Sociaal-Liberale Partij (2009–2012)
- Parti Populaire (2009–2019)

### Conservatisme en christendemocratie
- Katholieke Partij (1869–1936)
- Christene Volkspartij (1893–ca. 1919)
- Katholiek Verbond van België (1921–1936)
- Katholiek Blok (1936–1945)
- Katholieke Vlaamse Volkspartij (1936–1945)
- Union Démocratique Belge (1944–1946)
- Christelijke Volkspartij (1945–1968 als unitaire partij, 1968–2001 als Vlaamse partij)
- Parti social chrétien (1968–2002)
- Christliche Wählerunion (1971)
- Partei der deutschsprachigen Belgier (1971–2003)
- Mouvement des Citoyens pour le Changement (1998–2002)
- Nieuwe Christen-Democraten (2002)
- Centre Démocrate Humaniste (2002-2022)
- Chrétiens démocrates fédéraux (2002–2013)
- PJU-PDB (2003–2008)
- Vrije (Vlaamse) Christen Democraten (2009–2014)
- Vlaamse Christen Partij (2014–2023)

### Sociaaldemocratie
- Belgische Werkliedenpartij (1885–1940)
- Parti Socialiste Républicain (1887–1890)
- Belgische Socialistische Partij (1940–1978/1980)
- SP (1980–2001)
- Onafhankelijk Alliantie Tweeduizend Nieuw Beleid (1991)
- Beweging voor Sociale Vernieuwing/PATSY (1994–ca. 2002)
- sp.a (2001–2021)
- Mouvement Socialiste (2004)
- Rood! (2011–2013)

### Communisme
- Kommunistische Partij van België (1921–1989)
- Kommunistische Oppositie (1928–1930)
- Liga van Internationale Kommunisten (1930–ca. 1934)
- Linkse Kommunistische Oppositie (1930–1935)
- Vlaamsch-Nationale Demokratische Partij (ca. 1933–?)
- Action Socialiste Révolutionnaire (1936)
- Revolutionair Socialistische Partij (1936–1941)
- Vlaamsche Kommunistische Partij (1937–ca. 1945)
- Revolutionair Communistische Partij (1941–1946)
- Internationale Communistische Partij (1946–?)
- Kommunistische Partij van België (maoïsme) (1963–1973)
- Parti Communiste Marxiste Léniniste de Belgique (1967–1973)
- Alle Macht Aan De Arbeiders (AMADA) (1971–1979)
- Revolutionaire Arbeidersliga (1971–1984)
- Union des Communistes Marxistes-Léninistes de Belgique (1972–1976)
- Parti Communiste Révolutionaire (1976–jaren 80)
- Socialistische Arbeiderspartij (1984–2017)
- Parti Communiste pour l'Unité Progressiste (jaren 80–?)
- Kommunistische Partij Vlaanderen (1989–2009)
- Parti communiste Wallonie-Bruxelles (1989–2018)
- Regenboog (1989–1991)
- RESIST (2003)
- MARIA (2003)
- Sta op (2004)
- Comité voor een Andere Politiek (2005–2011)
- Front des Gauches (2010)
- De Strijd (2014)

### Nationalisme
- Meetingpartij (1862–1914)
- Frontpartij (1919–1923)
- Christelijke Volkspartij-Vlaamse Frontpartij van Vlaamse Nationalisten (1923–1933)
- Katholiek-Christelijke Volkspartij voor Vlaanderen (1925–1929)
- Kristene Vlaamsche Volkspartij (1929–1933)
- Rex (1930–1945)
- Verdinaso (1931–1941)
- Vlaamsch Nationaal Verbond (1933–1945)
- Heimattreue Front (1935–jaren 40)
- DeVlag (1936–1944)
- Dietsche Arbeiderspartij (1938–ca. 1940)
- Nationaal-Socialistische Vlaamsche Arbeiderspartij (1938–1940)
- Vlaamsche Arbeiderspartij (1938–?)
- Eenheidsbeweging-VNV (1941–1944)
- Vlaamse Concentratie (1949–1954)
- Christelijke Vlaamse Volksunie (1954)
- Volksunie (1954–2001)
- Kaganovemus (jaren 60–jaren 80)
- Vlaamse Democraten (1965)
- Vlaamse Volkspartij (1977–1978)
- Vlaams Nationale Partij (1977–1978)
- Vlaams Blok (1978–2004)
- Vlaamse Volkspartij (1993–1995)
- Parti France (1994–2008)
- VU&ID (1999)
- Vlaamse Democraten Brussel (2004)
- Nieuwe Partij - Fervent Nationaal (2004)
- Nationale Unie (2004–2006)
- Listes Wallon (2004–2007)
- UNIE (2006–2009)
- Union Pour la Wallonie (2008–2011)

### Ecologisme
- Agalev (1979–2003)
- Groen! (2003–2012)
- Partij voor de Dieren (2004–?)

### Andere
- Solidarité et Participation (1983–1988)
- Nieuwe Partij (1987–1988, 2006)
- ROSSEM (1991–1993, 2009–2014)
- WOW (1993–1995, 1999–2000)
- HOERA (1995)
- BANAAN (1995–1997)
- Democratische Unie/Union Démocratique (1995–2003)
- SoLiDe (1996–2007)
- iD21 (1997–2001)
- Partij voor een Nieuwe Politiek in België (1998–1999)
- Belgische eenheid - nationaal (jaren 2000)
- Moslim Democratische Partij (2003–2005)
- Moraal, Rechtvaardigheid en Vrede (2003–2007)
- NEE (2005–2007)
- Mouvement pour la Liberté et la Démocratie (2011–2013)
- Referendumpartij (2017–2022)
- Be.One (2018–2019)
- Agora (2018–2024)